# چراغ‌هایتان را برافروزید
«چراغ‌هایتان را برافروزید» (به انگلیسی: Put Your Lights On) ترانه‌ای از اورلست و حاصل همکاری او با سانتانا است که در سال ۱۹۹۹ در قالب تک‌آهنگی از آلبوم فراطبیعی منتشر شد. این ترانه که یکی از محبوب‌ترین قطعه‌های آلبوم فراطبیعی بود در مراسم جوایز گرمی سال ۲۰۰۰، جایزهٔ بهترین اجرای راک دونفره یا گروهی با آواز را دریافت کرد.

## ساخت و محتوا
اورلَست شعر «چراغ‌هایتان را برافروزید» را پس از یک تجربه نزدیک به مرگ ناشی از حمله قلبی نوشت. او که یک کاتولیک‌زاده است، پس از جان به در بُردن از آن اتفاق به اسلام گروید. اورلَست باور دارد که اعتقادات مذهبی به او کمک کردند با بیماری‌اش کنار بیاید. او این ترانه را در بالکن خانه‌اش در کوه‌های مشرف به شهر و با الهام از چراغ‌هایی که با تاریک شدن هوا یکی یکی روشن می‌شدند نوشت.
در بخشی از شعر «چراغ‌هایتان را برافروزید» عبارت «لا اله الا الله» استفاده شده‌است. پیش از ضبط فراطبیعی سانتانا با اورلست تماس گرفت و از او پرسید که آیا آهنگی برای آلبوم جدید دارد یا خیر. اورلست «چراغ‌هایتان را برافروزید» را پیشنهاد کرد، با این حال در آن لحظه مطمئن نبود که «لا اله الا الله» را هم در آهنگ بگنجاند چون به گفتهٔ خودش «نمی‌خواست سخنان خدا را بفروشد». اما سانتانا ترانه را دوست داشت و آن را به‌همان صورت ضبط کردند.

## موقعیت در جدول‌های فروش
| چارت موسیقی (۱۹۹۹–۲۰۰۰)                  | بالاترین جایگاه |
| ---------------------------------------- | --------------- |
| جدول‌های ای‌آرآی‌ای استرالیا                | ۳۲              |
| اولتراتاپ بلژیک (والونیا)                | ۱۱              |
| جدول مجلهٔ آرپی‌اِم کانادا                  | ۳۵              |
| جدول بزرگسالان معاصر مجلهٔ آرپی‌اِم کانادا  | ۵۹              |
| جدول راک/آلترنتیو مجلهٔ آرپی‌اِم کانادا     | ۵               |
| جی‌اف‌کی انترتینمنت چارتس آلمان            | ۹۲              |
| انجمن شرکت‌های ضبط مجارستانی              | ۵               |
| جدول موسیقی سوئیس                        | ۸۷              |
| جدول تک‌آهنگ‌های بریتانیا                  | ۸۸              |
| فوران‌کننده زیر ۱۰۰ آهنگ داغ مجلهٔ بیلبورد | ۱۸              |
| ترانه‌های ادالت آلترنتیو مجلهٔ بیلبورد     | ۴               |
| ترانه‌های آلترناتیو مجلهٔ بیلبورد          | ۱۷              |
| جدول مین‌استریم راک مجلهٔ بیلبورد          | ۸               |